# V391 Pegasi

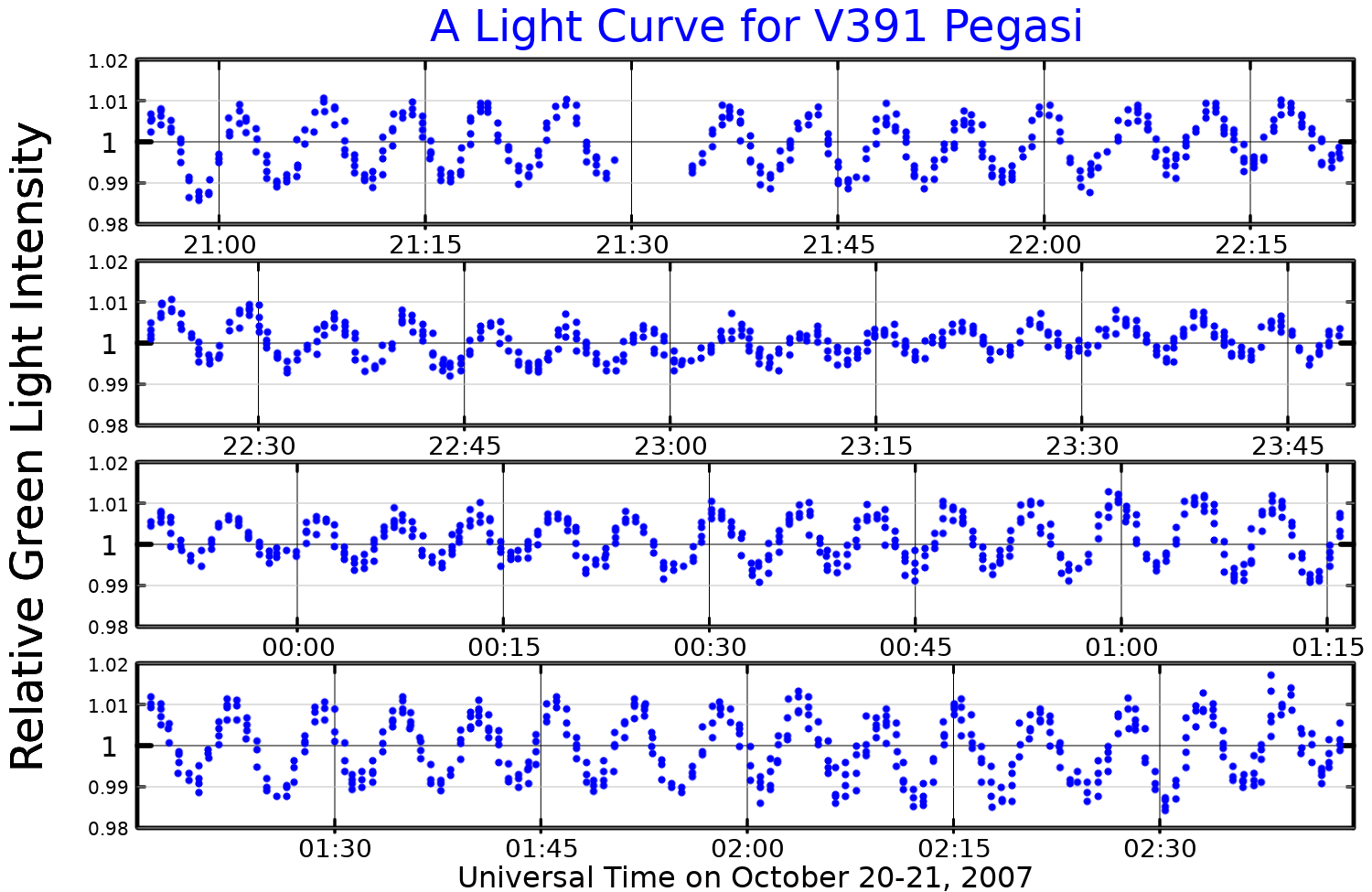
Curva de luz de V391 Pegasi

V391 Pegasi (GSC 02212-01369 / HS 2201+2610) es una estrella variable en la constelación de Pegaso. Su magnitud aparente es +14,57 y se encuentra a unos 4570 años luz del sistema solar. En 2007 se anunció el descubrimiento de un planeta extrasolar alrededor de esta estrella. 
V391 Pegasi es una subenana azul caliente, una estrella extrema de la rama horizontal. Las subenanas calientes representan una etapa tardía en la evolución estelar de algunas estrellas, en donde una gigante roja pierde sus capas exteriores de hidrógeno antes de que en su núcleo comience la fusión del helio. Con una masa la mitad de la masa solar, V391 Pegasi tiene un radio del 23 % del radio solar y una luminosidad 35 veces mayor que la del Sol. Su temperatura efectiva alcanza los 29 300 K. Es una estrella antigua, con una edad estimada igual o superior a 10 000 millones de años.
V391 Pegasi es una estrella variable pulsante, con 4 o 5 distintos períodos de pulsación entre 342 y 354 segundos. Las dos mayores amplitudes son de un 1 % y de un 0,4 %.

## Sistema planetario
En 2007 se descubrió un planeta joviano, denominado V391 Pegasi b, cuya masa es al menos 3,7 veces mayor que la de Júpiter. A una distancia de 1,7 UA de la estrella, completa una órbita cada 3,2 años.
La mayor parte de los planetas extrasolares descubiertos orbitan alrededor de estrellas de la secuencia principal similares al Sol. Cuando estas estrellas agotan su combustible de hidrógeno, se expanden transformándose en gigantes rojas, etapa que puede modificar las órbitas de los planetas y sumergir los planetas interiores dentro de la propia estrella. Esto les sucederá a los planetas del sistema solar dentro de unos 5000 millones de años.
El radio máximo de la gigante roja precursora de V391 Pegasi pudo haber alcanzado las 0,7 UA, estimándose que la distancia orbital del planeta durante la fase de secuencia principal de la estrella era de aproximadamente 1 UA. Este descubrimiento demuestra que planetas con distancias orbitales inferiores a 2 UA pueden sobrevivir la fase de gigante roja de sus estrellas parentales.
| Acompañante (En orden desde la estrella) | Masa (MJ)   | Período orbital (días) | Semieje mayor (UA) | Excentricidad |
| ---------------------------------------- | ----------- | ---------------------- | ------------------ | ------------- |
| V391 Pegasi b                            | > 3,2 ± 0,7 | 1170 ± 44              | 1,7 ± 0,1          | 0,0           |